# Dajr Abu Masz'al
Dajr Abu Masz'al (arab. ‏دير ابو مشعل‎, Dayr Abū Maxʿal) – wieś w Palestynie, w muhafazie Ramallah i Al-Bira. Według danych szacunkowych Palestyńskiego Centralnego Biura Statystycznego w 2016 roku miejscowość liczyła 4507 mieszkańców.